# نورس أزرق الجناح
نورس أزرق الجناح (الاسم العلمي: Larus glaucescens) (بالإنجليزية: Glaucous-winged Gull)‏ هو نوع من الطيور يتبع جنس النورس من الفصيلة النورسية.